# Jean-Baptiste Théodore Curto
Pour les articles homonymes, voir Mario Del Curto.
Jean-Baptiste Théodore, baron Curto, né le 25 mai 1770 à Montpellier et mort le 4 septembre 1835 à Paris, est un général français de la Révolution et de l’Empire.

## Biographie

### Du simple cavalier au chef d'escadron
Il entre au service le 26 décembre 1786, comme dragon dans le régiment de Bourbon (depuis 3e de dragons), y est fait brigadier-fourrier le 1er octobre 1792, maréchal-des-logis le 25 avril 1793, et adjudant-sous-lieutenant le 4 mai suivant. Il a le rang d'adjudant-lieutenant le 21 pluviôse an II (9 février 1794), est fait lieutenant en pied le 26 germinal an IV (15 avril 1797), et capitaine (toujours au même régiment), le 21 pluviôse an VII (9 février 1799). On le nomme chef d'escadron au 7e régiment bis de hussards le  1er vendémiaire an IX (23 septembre 1800).
Il fait les campagnes de 1792 à 1794, à l'armée du Nord, où il se trouve aux batailles de Valmy, Jemmapes, Nerwinde, Menin et Wattignies, ainsi qu'à un grand nombre de combats particuliers, livrés ou reçus par cette armée pendant ces trois années. Employé en 1794, à l'armée de Sambre-et-Meuse, il combat dans les diverses affaires qui ont lieu jusqu'après la reprise des villes de Valenciennes, Condé, Le Quesnoy et Landrecies, se trouve au passage de la Meuse près de Sprimont, et à celui de la Roer vis-à-vis de Düren.
Attaché en l'an IV à la 17e division militaire il sert en 1795, dans l'armée de l'Intérieur, commandée par le général en chef Buonaparte. Employé sous le même général en 1796 et 1798, à l'armée d'Italie, il se trouve aux batailles de Rivoli et de Saint-Georges, aux passages de la Piave, du Tagliamento et du Tarvis, et aux combats livrés sur l'Adige jusqu'à Leoben, où sont signés les préliminaires du Traité de Campo Formio. Il sert ensuite à l'armée d'Helvétie sous les ordres du général en chef Brune et y combat en plusieurs occasions, notamment lors de la bataille livrée le 15 ventôse an VI devant la ville de Berne, dont les troupes françaises s'emparent.

### Campagne d’Égypte et retour en France
De 1798 à 1801, il fait partie de l'armée expéditionnaire d'Égypte. Il se trouve à la prise de Malte, aux batailles de Chebreiss, des Pyramides, du Mont-Thabor, d'Héliopolis et aux deux batailles d'Aboukir. Il prend part à une grande partie des combats livrés par l'armée expéditionnaire contre les mamelouks, aux armées turques et aux Arabes bédouins, soit pendant les marches, soit pendant le siège de Saint-Jean-d'Acre. Le 30 vendémiaire an VII, il commande l'escorte du général Dupuy, gouverneur du Caire, lorsque les habitants de cette ville se révoltent contre les Français et tuent ce gouverneur, ainsi qu'une partie de son escorte. Dans cette occasion, Curto, après avoir fait, à la tête des 50 hommes qu'il commande, plusieurs charges contre les révoltés entassés dans les rues, voit bientôt sa troupe réduite à cinq hommes. Il enlève cependant le corps du général Dupuy, et malgré les obstacles que lui opposent les émeutiers, il parvient à le faire déposer chez le général Junot.
Le chef d'escadron Curto revient en France avec les débris de l'armée expéditionnaire. Le Premier consul, par arrêté du 9 fructidor suivant (27 août 1803), l'élève au grade d'adjudant-commandant et l'attache en cette qualité au grand état-major général de l'armée. Dans la même année, il devient l'un des trois membres du comité chargé de la rédaction d'une ordonnance provisoire sur les manœuvres de cavalerie, et il fait aussi partie du comité qui révise la rédaction de cette même ordonnance, restée en vigueur dans les armées françaises. Il est employé en 1803 et 1804 à l'armée des côtes de l'Océan, et placé sous les ordres immédiats du maréchal Berthier, major-général de l'armée.

### Guerres napoléoniennes

#### Rome, Austerlitz, Italie
En 1803, il est envoyé par le gouvernement en mission à Rome auprès du pape, puis auprès de l'armée de Naples que le général Gouvion-Saint-Cyr commande dans le royaume de Naples. En 1804, il a le commandement supérieur de toutes les députations, soit des corps militaires, soit des gardes nationales qui assistent au sacre de Napoléon Ier. En cette même année, lors de la création de la Légion d'honneur, il est nommé chevalier le 15 pluviôse an XII puis officier de cet ordre le 25 prairial (14 juin). Il est également nommé colonel du 8e régiment de chasseurs à cheval le 28 octobre suivant. Employé à l'armée de Hollande, il monte à bord des vaisseaux destinés à transporter l'armée française chargée d'opérer une descente en Angleterre. Il fait la campagne de 1805 avec la Grande Armée d'Allemagne, se trouve à la bataille d'Ulm ainsi qu'à plusieurs autres actions qui ont lieu durant cette période. Il prend aussi part aux combats livrés par le 2e corps d'armée lorsque le général Marmont le fait marcher dans la direction de Gratz.
Il sert de 1806 à 1808, sous les ordres du prince Eugène, vice-roi d'Italie, au 2e corps d'armée de la Grande Armée resté en observation sur l'Isonzo dans le Frioul italien. En congé à Paris au mois de janvier 1808, il part pour Turin au mois d'avril en qualité d'aide de camp du prince Camille Borghèse et obtient la permission de rejoindre son régiment. Employé en 1809, à l'armée d'Italie sous les ordres du vice-roi, il y marche à la tête de son régiment. Au cours de la bataille de la Piave, Curto prend part aux charges de cavalerie exécutées contre l'armée autrichienne, qui, malgré sa supériorité numérique, doit concéder la victoire aux Franco-Italiens.

#### En Hongrie, Espagne et Allemagne
Le colonel Curto commande son régiment à la bataille de Raab en Hongrie, où il concourt à la défaite des Autrichiens en chargeant l'infanterie ennemie qui vient d'être expulsée de la position de Raab. Les cinq carrés formés par cette infanterie sont successivement enfoncés et le général autrichien qui les commande est fait prisonnier, ainsi qu'un grand nombre de ses soldats. Le colonel Curto obtient après la victoire la décoration de chevalier de l'ordre de la Couronne de Fer. II combat avec distinction lors de la bataille de Wagram et obtient en récompense de ses services le titre de baron de l'Empire, accompagné de dotations accordées par Napoléon Ier.
En août 1811, il est nommé commandant du dépôt-général des dragons de l'armée d'Espagne, et reçoit le 6 du même mois le grade de général de brigade. Le 14 octobre suivant, il est nommé commandant de la cavalerie légère de l'armée de Portugal. Il conserve ce commandement jusqu'en 1813, époque à laquelle les armées françaises évacuent le territoire espagnol. Pendant les campagnes de 1811 à 1813, il commande une division de cavalerie légère dans plusieurs combats livrés aux Anglais et aux Espagnols. Il se distingue particulièrement aux batailles des Arapiles et de Vitoria. Il détruit plusieurs corps de guérillas, entre autres celui de Sornil, et fait prisonnier le général espagnol Mariano Renovales (es) avec tout son état-major et les troupes sous son commandement. Appelé à la Grande Armée d'Allemagne, il y sert pendant la fin de la campagne de Saxe (1813) et est chargé, le 2 décembre, de la défense du Rhin, depuis Germersheim jusqu'à Manheim. 

#### Campagne de France
Il fait la campagne de France (1814) dans le corps d'armée commandé par le maréchal Marmont et se trouve aux différents combats livrés par ce corps d'armée — en particulier les batailles de Brienne, Champaubert et Montmirail. Pendant la bataille de Vauchamps, il est aux commandes d'une brigade de cavalerie composée de neuf régiments de cuirassiers et quatre régiments de dragons. L'ensemble de ce corps ne présente qu'un effectif d'environ 1 200 combattants. La brigade Curto mène des charges victorieuses dont le résultat est la prise de toute l'artillerie du 9e corps russe, la destruction d'un bataillon carré ennemi fort de 3 000 hommes et la capture d'un grand nombre de prisonniers de guerre. 
Le général Curto se conduit pendant cette campagne de manière à être cité plusieurs fois d'une manière honorable dans le bulletin de la Grande Armée et dans les ordres du jour de l'armée. Il est par exemple mentionné dans l'ordre du jour donné le 5 février 1814, par Marmont le lendemain de la bataille de Brienne. Cette mention relative aux opérations du passage de la Rosani (rivière non guéable) rapporte que le général Curto a exécuté avec trois ou quatre escadrons de cuirassiers plusieurs charges sur une masse de 5 à 6 000 Prussiens qui tentaient de couper la retraite du corps d'armée du duc de Raguse. L'attaque française fait coûte aux Prussiens de nombreux tués, 500 prisonniers et les oblige à repasser la rivière pour laisser s'opérer la retraite des troupes françaises.

### Restauration française
Après la retour des Bourbons, le général Curto obtient de Louis XVIII la croix de chevalier de Saint-Louis le 10 juillet 1814, et celle de commandeur de l'ordre royal de la Légion d'honneur le 23 août. Le roi le nomme le 31 août suivant commandant de l'arrondissement de Thionville. Il se trouve dans cette place lors de l'« invasion de Napoléon » en mars 1815 — les Cent-Jours. Voyant que la garnison hésite à se prononcer en faveur des Bourbons, il l'assemble et lui déclare qu'il ne manquera pas à son serment et ne reconnaîtra jamais d'autre souverain que le roi. Obligé d'abandonner son commandement après cette courageuse déclaration, il est destitué par Napoléon le 12 avril. Réintégré dans ses fonctions le 15 mai, il est mis à la retraite le 5 juin.
Après les Cent-Jours, le roi le remet en activité par ordonnance royale du 1er août 1815 et le désigne au mois de septembre suivant pour être l'un des généraux chargés de l'organisation de la cavalerie. En septembre 1816, il est nommé inspecteur de la cavalerie dans la 16e division militaire et commandant supérieur de la place de Saint-Omer. Il conserve ce commandement pendant que les Anglais se tiennent dans un camp de plaisance qu'ils ont établi à peu de distance de cette place. Le 16 avril 1817, le baron Curto est pourvu du commandement du département du Pas-de-Calais et passe le 24 décembre de la même année au commandement de la 1re subdivision de la 11e division militaire. Il commande cette division par intérim pendant un an et reçoit en récompense de ses services un exemplaire de la Description de l'Égypte.
Mis en disponibilité le 19 janvier 1820, il est chargé le 21 avril de l'inspection générale de cavalerie dans les 11e et 12e divisions militaires. Il de nouveau placé en disponibilité le 1er janvier 1821 avant d'être admis à la retraite par ordonnance du 1er janvier 1825. Nommé lieutenant général honoraire le 23 mai suivant, il est sorti de sa position de retraite le 15 février 1831, en tant que maréchal de camp et pourvu du commandement du département de l'Ardèche. Il est replacé une troisième fois en disponibilité le 10 septembre et est nommé le 2 décembre au commandement de la subdivision de la Corse. Admis définitivement à la retraite le 1er janvier 1833, il meurt à Paris le 4 septembre 1835.

## Décorations
- Légion d'honneur :
  - Légionnaire le 15 pluviose an XII (5 février 1804), puis,
  - Officier de la Légion d'honneur le 25 prairial an XII (14 juin 1804), puis,
  - Commandeur de la Légion d'honneur le 23 août 1814 ;
- Chevalier de l'ordre de la Couronne de Fer en 1809 : obtient après la restauration des Bourbons, des lettres de maintenue de l'empereur d'Autriche ;
- Chevalier de Saint-Louis le 10 juillet 1814.

## Armoiries
| Figure | Blasonnement |
|        | Armes du baron Curto et de l'Empire (décret du 15 août 1809, lettres patentes du 9 septembre 1810 (Saint-Cloud)). D'azur à la rivière en fasce d'argent, surmontée d'un crocodile passant d'or et soutenu d'un cor de chasse du même : franc quartier des barons tirés de l'armée., Livrées : les couleurs de l'écu. |